# Урицьке (Нікольський район)
Ури́цьке (рос. Урицкое) — присілок у складі Нікольського району Вологодської області, Росія. Входить до складу Зеленцовського сільського поселення.

## Населення
Населення — 28 осіб (2010; 35 у 2002).
Національний склад (станом на 2002 рік):
- росіяни — 100 %